# زلزال طوكيو الميجية 1894
زلزال طوكيو الميجية 1894 هو زلزالٌ وقعَ في طوكيو في اليابان بتاريخ 20 يونيو 1894.